# Нигер на летних Олимпийских играх 2016
Нигер на летних Олимпийских играх 2016 года был представлен 4 спортсменами в 3 видах спорта.

## Медали
| Серебро |                   |                                  |            |
| №       | Спортсмены        | Вид спорта (дисциплина)          | Дата       |
| 1       | Абдулразак Иссуфу | Тхэквондо (свыше 80 кг, мужчины) | 20 августа |

## Состав сборной
Дзюдо
1. Ахмед Гумар

 Лёгкая атлетика
1. Уссейни Джибо
2. Мариама Мамуду Иттату

 Плавание
1. Албархир Муктар
2. Рукая Махамане

 Тхэквондо
1. Абдулразак Иссуфу

## Результаты соревнований

### Водные виды спорта

#### Плавание
В следующий раунд на каждой дистанции проходят спортсмены, показавшие лучший результат, независимо от места, занятого в своём заплыве.
Мужчины
| Дистанция                | Спортсмены      | Предварительный раунд | Предварительный раунд | Предварительный раунд | Полуфинал | Полуфинал | Полуфинал | Финал     | Финал |
| Дистанция                | Спортсмены      | Заплыв                | Результат             | Место                 | Заплыв    | Результат | Место     | Результат | Место |
| ------------------------ | --------------- | --------------------- | --------------------- | --------------------- | --------- | --------- | --------- | --------- | ----- |
| 50 метров вольным стилем | Албархир Муктар |                       | 26,56                 |                       |           |           |           |           |       |

Женщины
| Дистанция                | Спортсмены     | Предварительный раунд | Предварительный раунд | Предварительный раунд | Полуфинал | Полуфинал | Полуфинал | Финал     | Финал |
| Дистанция                | Спортсмены     | Заплыв                | Результат             | Место                 | Заплыв    | Результат | Место     | Результат | Место |
| ------------------------ | -------------- | --------------------- | --------------------- | --------------------- | --------- | --------- | --------- | --------- | ----- |
| 50 метров вольным стилем | Рукая Махамане |                       |                       |                       |           |           |           |           |       |

### Дзюдо
Соревнования по дзюдо проводились по системе с выбыванием. В утешительные раунды попадали спортсмены, проигравшие полуфиналистам турнира. Два спортсмена, одержавших победу в утешительном раунде, в поединке за бронзу сражались с дзюдоистами, проигравшими в полуфинале.
Мужчины
| Категория | Спортсмены  | 1/32 финала        | 1/16 финала                | 1/8 финала           | Четвертьфинал        | Полуфинал            | Финал                | Место |
| Категория | Спортсмены  | Соперник Результат | Соперник Результат         | Соперник Результат   | Соперник Результат   | Соперник Результат   | Соперник Результат   | Место |
| --------- | ----------- | ------------------ | -------------------------- | -------------------- | -------------------- | -------------------- | -------------------- | ----- |
| до 73 кг  | Ахмед Гумар | не участвовал      | USAН. Дельпополо П 000:100 | завершил выступление | завершил выступление | завершил выступление | завершил выступление | 17    |

### Лёгкая атлетика
Мужчины
Беговые дисциплины
| Дисциплина        | Спортсмен     | Предварительный раунд | Предварительный раунд | Предварительный раунд | Четвертьфиналы | Четвертьфиналы | Четвертьфиналы | Полуфиналы | Полуфиналы | Полуфиналы | Финал | Финал |
| Дисциплина        | Спортсмен     | Забег                 | Время                 | Место                 | Забег          | Время          | Место          | Забег      | Время      | Место      | Время | Место |
| ----------------- | ------------- | --------------------- | --------------------- | --------------------- | -------------- | -------------- | -------------- | ---------- | ---------- | ---------- | ----- | ----- |
| бег на 400 метров | Уссейни Джибо |                       |                       |                       | не проводится  | не проводится  | не проводится  |            |            |            |       |       |

Женщины
Беговые дисциплины
| Дисциплина        | Спортсмен             | Предварительный раунд | Предварительный раунд | Предварительный раунд | Четвертьфиналы | Четвертьфиналы | Четвертьфиналы | Полуфиналы | Полуфиналы | Полуфиналы | Финал | Финал |
| Дисциплина        | Спортсмен             | Забег                 | Время                 | Место                 | Забег          | Время          | Место          | Забег      | Время      | Место      | Время | Место |
| ----------------- | --------------------- | --------------------- | --------------------- | --------------------- | -------------- | -------------- | -------------- | ---------- | ---------- | ---------- | ----- | ----- |
| бег на 400 метров | Мариама Мамуду Иттату |                       |                       |                       | не проводится  | не проводится  | не проводится  |            |            |            |       |       |

### Тхэквондо
Соревнования по тхэквондо проходят по системе с выбыванием. Для победы в турнире спортсмену необходимо одержать 4 победы. Тхэквондисты, проигравшие по ходу соревнований будущим финалистам, принимают участие в утешительном турнире за две бронзовые медали.
Мужчины
| Категория   | Спортсмены        | Первый раунд       | Четвертьфинал      | Полуфинал          | Финал              | Место   |
| Категория   | Спортсмены        | Соперник Результат | Соперник Результат | Соперник Результат | Соперник Результат | Место   |
| ----------- | ----------------- | ------------------ | ------------------ | ------------------ | ------------------ | ------- |
| свыше 80 кг | Иссуфу Абдулразак |                    |                    |                    |                    | Серебро |